# Медушевский, Вячеслав Вячеславович
Вячесла́в Вячесла́вович Медуше́вский (15 апреля 1939, Москва) — советский и российский музыковед

 и педагог, доктор искусствоведения, профессор (1980) Московской консерватории, Заслуженный деятель искусств России, исследователь способов выражения духовной жизни человека в музыкальном искусстве. Лауреат национальной премии «Имперская культура» имени Эдуарда Володина (2016).

## Творческая биография
В 1958 году Медушевский окончил Центральную музыкальную школу при Московской консерватории по классу скрипки.
В 1963 году окончил теоретико-композиторский факультет Московской консерватории (класс профессора С. С. Скребкова)
В 1966 году окончил аспирантуру Московской консерватории, кандидатская диссертация: «Строение музыкального произведения в связи с его направленностью на слушателя» (защищена в 1971 году)
В 1980-х годах работал научным руководителем Проблемной научно-исследовательской лаборатории Московской консерватории,
В 1988—1990 годах занимал должность декана и председателя совета теоретико-композиторского факультета Московской консерватории.
С 1980 года Медушевский являлся председателем Всесоюзного учебно-методического совета по высшему музыкальному образованию при Министерстве культуры СССР.
С 1965 года он преподаёт на теоретико-композиторском факультете Московской консерватории, с 1978 года — доцент, с 1980 года — профессор, ведет курс анализа музыки.

## Музыковедческие труды
Музыковедческие исследования, проводимые Вячеславом Вячеславовичем Медушевским
затрагивают следующую обширную тематику и проблематику:
- Духовно-нравственный анализ музыки
- Духовно-нравственное образование и воспитание
- Концепция духовно-нравственного воспитания средствами искусства
- Отражение молитвенного опыта в шедеврах светской музыки
- Сущность и основы социальной педагогики
- Воспитательные возможности естественнонаучных предметов
- Происхождение и сущность серьёзной музыки
- Христианские основания сонатной формы
- Музыкальная терапия: взгляд из глубины музыки
- Музыка и информационные технологии
- Проблема семантического синтаксиса (художественное моделировании эмоций)
- Теория коммуникативных функций
- Музыкальный стиль как семиотический объект
- Человек в зеркале интонационной формы
- Интонационная теория в исторической перспективе
- Проблемы сущности, эволюции и типологии музыкальных стилей